# Neuville-sur-Ornain
Neuville-sur-Ornain és un municipi francès situat al departament del Mosa i a la regió del Gran Est. L'any 2007 tenia 351 habitants.

## Demografia

### Població
El 2007 la població de fet de Neuville-sur-Ornain era de 351 persones. Hi havia 140 famílies, de les quals 36 eren unipersonals (8 homes vivint sols i 28 dones vivint soles), 48 parelles sense fills, 40 parelles amb fills i 16 famílies monoparentals amb fills.
La població ha evolucionat segons el següent gràfic:
Habitants censats

### Habitatges
El 2007 hi havia 167 habitatges, 153 eren l'habitatge principal de la família, 4 eren segones residències i 10 estaven desocupats. 161 eren cases i 5 eren apartaments. Dels 153 habitatges principals, 137 estaven ocupats pels seus propietaris, 14 estaven llogats i ocupats pels llogaters i 2 estaven cedits a títol gratuït; 9 tenien dues cambres, 16 en tenien tres, 41 en tenien quatre i 87 en tenien cinc o més. 112 habitatges disposaven pel capbaix d'una plaça de pàrquing. A 62 habitatges hi havia un automòbil i a 72 n'hi havia dos o més.

### Piràmide de població
La piràmide de població per edats i sexe el 2009 era:
| Homes | Edats   | Dones |
| ----- | ------- | ----- |
| 0     | 95 o +  | 0     |
| 0     | 90 a 94 | 8     |
| 0     | 85 a 89 | 4     |
| 0     | 80 a 84 | 0     |
| 8     | 75 a 79 | 4     |
| 20    | 70 a 74 | 4     |
| 16    | 65 a 69 | 8     |
| 8     | 60 a 64 | 12    |
| 0     | 55 a 59 | 4     |
| 8     | 50 a 54 | 4     |
| 16    | 45 a 49 | 12    |
| 20    | 40 a 44 | 20    |
| 0     | 35 a 39 | 12    |
| 20    | 30 a 34 | 12    |
| 0     | 25 a 29 | 4     |
| 12    | 20 a 24 | 8     |
| 16    | 15 a 19 | 16    |
| 8     | 10 a 14 | 16    |
| 4     | 5 a 9   | 12    |
| 4     | 0 a 4   | 8     |

## Economia
El 2007 la població en edat de treballar era de 228 persones, 165 eren actives i 63 eren inactives. De les 165 persones actives 150 estaven ocupades (79 homes i 71 dones) i 15 estaven aturades (7 homes i 8 dones). De les 63 persones inactives 22 estaven jubilades, 15 estaven estudiant i 26 estaven classificades com a «altres inactius».

### Ingressos
El 2009 a Neuville-sur-Ornain hi havia 150 unitats fiscals que integraven 345 persones, la mediana anual d'ingressos fiscals per persona era de 17.225 €.

### Activitats econòmiques
Dels 6 establiments que hi havia el 2007, 2 eren d'empreses de comerç i reparació d'automòbils, 1 d'una empresa financera, 2 d'empreses immobiliàries i 1 d'una empresa de serveis.
L'any 2000 a Neuville-sur-Ornain hi havia 7 explotacions agrícoles que ocupaven un total de 796 hectàrees.

## Equipaments sanitaris i escolars
El 2009 hi havia una escola elemental integrada dins d'un grup escolar amb les comunes properes formant una escola dispersa.

## Poblacions més properes
El següent diagrama mostra les poblacions més properes.